# Heliconius justina
Heliconius justina är en fjärilsart som beskrevs av Jean Baptiste Boisduval. Heliconius justina ingår i släktet Heliconius och familjen praktfjärilar. Inga underarter finns listade i Catalogue of Life.